# Сала-и-Гомес
Сала-и-Гомес (исп. Isla Sala y Gómez, рап. Motu Motiro Hiva) — небольшой необитаемый вулканический остров в Тихом океане, принадлежащий Чили. Считается самой восточной точкой Полинезии. 

## География

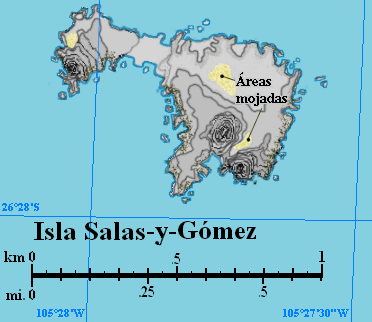
Карта острова Сала-и-Гомес

Сала-и-Гомес расположен в 3220 км западнее побережья Чили и в 391 км восточнее острова Пасхи.
Остров состоит из двух скал, соединённых узким перешейком (около 30 м в ширину). Протяжённость острова в длину — около 800 метров. Площадь острова — 15 га, высота — до 30 метров над уровнем моря.
На острове отсутствуют источники пресной воды.

## Флора и фауна
Растительный мир скудный: встречается лишь четыре вида наземных растений, из которых три — суккуленты и ещё один — папоротник Asplenium obtusatum.
На острове гнездится не менее 16 видов морских птиц, свойственных для тропического тихоокеанского пояса. Наземные животные не обитают на острове, за исключением некоторых видов членистоногих (обнаружены насекомые, пауки, равноногие ракообразные).
Морская фауна, наоборот, очень разнообразна и включает много эндемичных видов. В 2010 году воды вокруг острова объявлены заповедником под названием Motu Motiro Hiva Marine Park.

## Фотографии

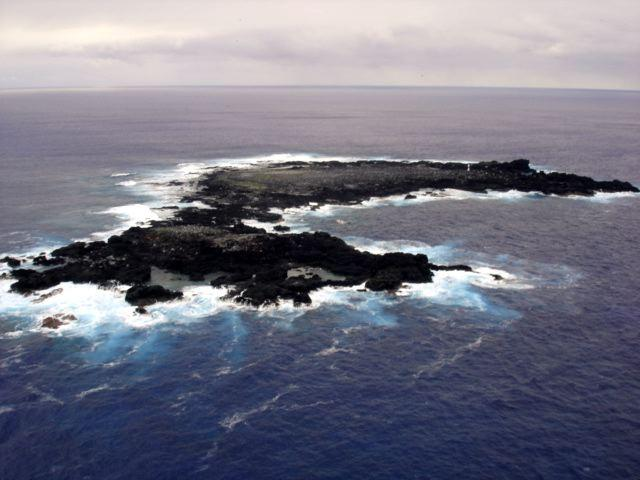
Вид с самолёта
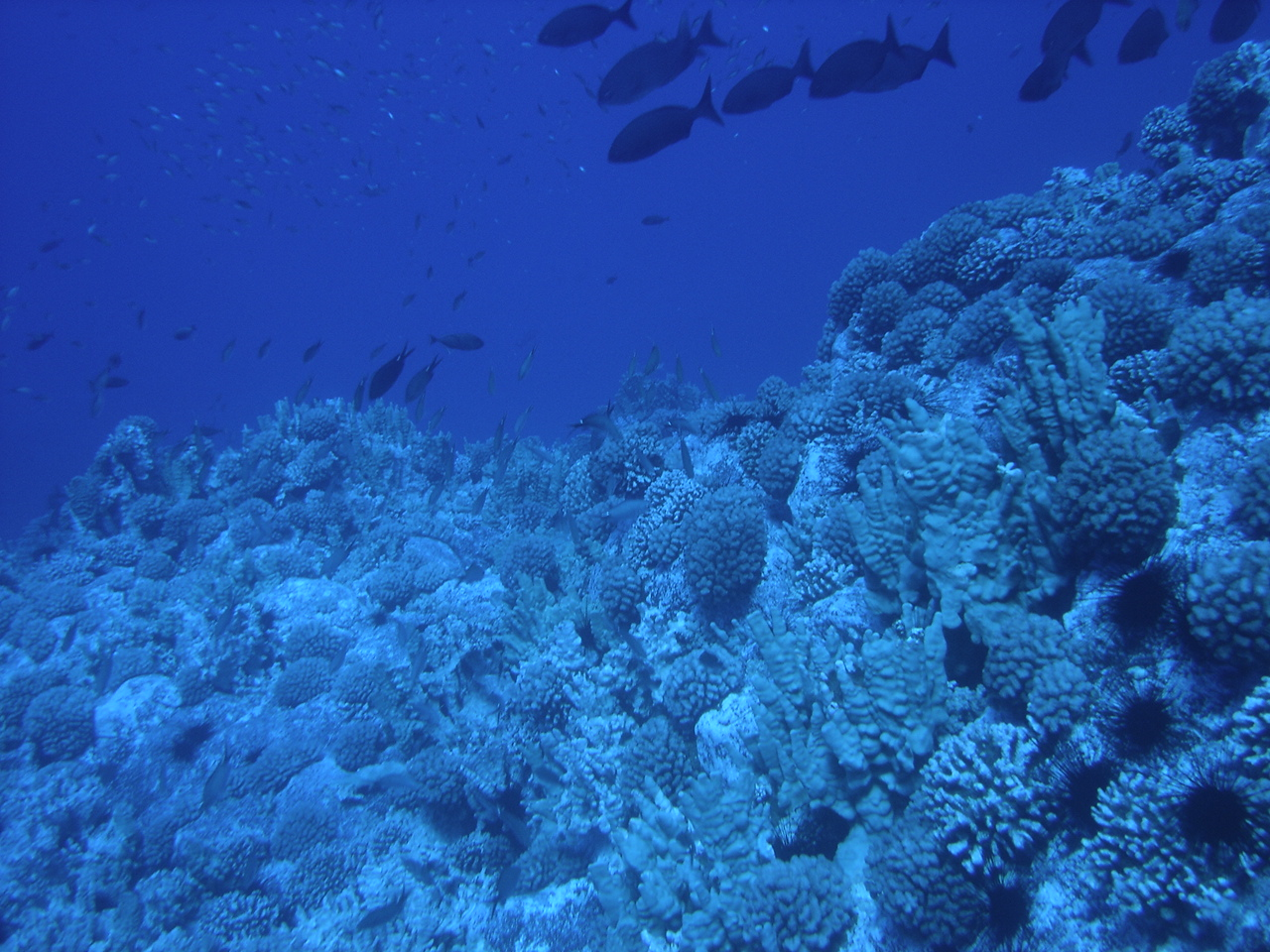
Подводный мир острова